# Allier Comté Communauté
La communauté de communes Allier Comté Communauté est une ancienne structure intercommunale française située dans le département du Puy-de-Dôme, au sud de Clermont-Ferrand, en région Auvergne-Rhône-Alpes.
Les communes appartiennent à l'arrondissement de Clermont-Ferrand et sont également comprises dans l'aire urbaine de Clermont-Ferrand (définition INSEE).

## Historique
Le projet de schéma départemental de coopération intercommunale (SDCI) du Puy-de-Dôme, dévoilé le 5 octobre 2015, proposait la fusion avec les communautés de communes Gergovie Val d'Allier Communauté et Les Cheires (à l'exclusion du Vernet-Sainte-Marguerite). Cette fusion constituera une intercommunalité de 28 communes, dont dix en zone de montagne, pour une population approchant les 40 000 habitants.
Adopté en mars 2016, le SDCI ne modifie pas ce périmètre.
La nouvelle structure intercommunale issue de la fusion des trois communautés de communes porte le nom de « Mond'Arverne Communauté », à la suite de l'arrêté préfectoral du 1er décembre 2016.

## Territoire communautaire

### Géographie

#### Localisation
Elle se situe au sud du périmètre du Grand Clermont et à proximité de l'autoroute A75, du moins pour sa partie ouest. La commune de Vic-le-Comte, avec 4 910 habitants en 2012, représente 64 % de la population. Autre particularité, 69 % des actifs travaillent à l'extérieur du territoire communautaire. Cet espace rural fait partie de la deuxième couronne périurbaine de Clermont-Ferrand. Les emplois s'élèvent à 1 599[Quand ?], dont 26 seulement sont en zones d'activités, soit 1,26 %.[Passage à actualiser] De plus, les deux zones d'activités sont implantées sur la commune de Vic-le-Comte, qui constitue le pôle démographique et de services de l'intercommunalité.

#### Environnement
Le territoire de la Comté appartient à la Limagne viticole, entre le Livradois Forez et la plaine du Val d'Allier. Il offre des paysages vallonnés du fait de la présence nombreuse de pics et buttes volcaniques, se distinguent le Puy Saint-André à Busséol (695 m) et le piton de lave sombre d'Yronde-et-Buron.
L'altitude s'élève en direction de l'est et ainsi, la topographie induit des paysages ruraux variés avec la plaine agricole parcourue par l'Allier à l'ouest, et un paysage de moyenne montagne boisée sur la partie Est alternant prairies, plateaux, coteaux. Le territoire est délimité à l'ouest par la rivière Allier et à l'est par la forêt de la Comté.

### Composition
Elle comprend sept communes :
| Nom                  | Code Insee | Gentilé      | Superficie (km2) | Population (dernière pop. légale) | Densité (hab./km2) |
| -------------------- | ---------- | ------------ | ---------------- | --------------------------------- | ------------------ |
| Vic-le-Comte (siège) | 63457      | Vicomtois    | 18,09            | 5 336 (2022)                      | 295                |
| Busséol              | 63059      | Busséolais   | 5,68             | 221 (2022)                        | 39                 |
| Laps                 | 63188      | Lapsois      | 7,09             | 597 (2022)                        | 84                 |
| Manglieu             | 63205      | Manglioquais | 21,09            | 472 (2022)                        | 22                 |
| Pignols              | 63280      |              | 9,29             | 340 (2022)                        | 37                 |
| Sallèdes             | 63405      | Salledois    | 18,81            | 566 (2022)                        | 30                 |
| Yronde-et-Buron      | 63472      | Yrondois     | 14,79            | 643 (2022)                        | 43                 |

### Démographie
| 1968  | 1975  | 1982  | 1990  | 1999  | 2008  | 2013  |
| ----- | ----- | ----- | ----- | ----- | ----- | ----- |
| 4 408 | 4 884 | 5 707 | 6 362 | 6 754 | 7 240 | 7 779 |

| Hommes | Classe d’âge | Femmes |
| ------ | ------------ | ------ |
| 0,4    | 90 ans ou +  | 1,6    |
| 6,5    | 75 à 89 ans  | 9,1    |
| 15     | 60 à 74 ans  | 16,1   |
| 21,4   | 45 à 59 ans  | 20,9   |
| 20,4   | 30 à 44 ans  | 21,1   |
| 14,2   | 15 à 29 ans  | 12,5   |
| 22,1   | 0 à 14 ans   | 18,8   |

| Hommes | Classe d’âge | Femmes |
| ------ | ------------ | ------ |
| 0,5    | 90 ans ou +  | 1,5    |
| 7      | 75 à 89 ans  | 10,6   |
| 16     | 60 à 74 ans  | 16,6   |
| 20,8   | 45 à 59 ans  | 20,1   |
| 19,5   | 30 à 44 ans  | 18,1   |
| 19     | 15 à 29 ans  | 17,5   |
| 17,1   | 0 à 14 ans   | 15,6   |

### Économie
Le territoire communautaire comprend, au 1er janvier 2015, 62 entreprises commerciales, 22 entreprises industrielles et 56 entreprises émanant du secteur administratif sur l'ensemble du territoire. Vic-le-Comte regroupe l'essentiel de l'activité économique.
La proximité de Clermont-Ferrand permet à de nouvelles entreprises de s'installer ou à de nouveaux projets de voir le jour.

## Administration

### Siège
La communauté de communes siège à Vic-le-Comte.

### Les élus
La communauté de communes est gérée par un conseil communautaire composé de 27 membres représentant chacune des communes membres.
Ils sont répartis comme suit : onze membres pour Vic-le-Comte, trois pour les autres communes, deux pour Busséol et Pignols,.

### Présidence
Le conseil communautaire du 14 avril 2014 a élu son président, Gilles Paulet (conseiller municipal de Vic-le-Comte), et désigné quatre vice-présidents :
1. Yves Pradier (maire d'Yronde-et-Buron) ;
2. Philippe Chouvy (maire de Laps) ;
3. Alexandre Pagès (adjoint au maire de Sallèdes) ;
4. Jean-Claude Aresté (adjoint au maire de Vic-le-Comte).

### Compétences
L'intercommunalité exerce des compétences qui lui sont déléguées par les communes membres.
- Développement économique : création, aménagement, entretien et gestion de zones d'activités industrielle, commerciale, tertiaire, artisanale ou touristique ; actions de développement économique
- Aménagement de l'espace : schémas de cohérence territoriale et de secteur ; création et réalisation de zones d'aménagement concerté ; transports scolaires
- Environnement et cadre de vie : collecte et traitement des déchets ménagers et assimilés
- Sanitaires et social : aide sociale facultative, action sociale
- Développement et aménagement social et culturel : construction, aménagement, gestion, entretien d'équipements ou d'établissements sportifs, activités péri-scolaires, culturelles et socioculturelles
- Développement touristique
- Logement et habitat : programme local de l'habitat, politique du logement social et non social, etc.

### Régime fiscal et budget
La communauté de communes applique la fiscalité professionnelle unique. Elle possède un potentiel fiscal par habitant de 366,21 euros, supérieur à la moyenne des communautés de communes du département (198,51 euros).
Les taux d'imposition votés en 2015 étaient les suivants : taxe d'habitation 12,40 %, foncier bâti 1,10 %, foncier non bâti 12,61 %, cotisation foncière des entreprises 25,76 %.

### Site officiel
1. 1 2 3  « Élus » (consulté le 7 janvier 2016).

### Autres sources
1. 1 2 3  « Projet de schéma départemental de coopération intercommunale (SDCI) – Département du Puy-de-Dôme » [PDF], Préfecture du Puy-de-Dôme, octobre 2015 (consulté le 6 juillet 2016).
2. ↑  « Schéma départemental de coopération intercommunale (SDCI) – Département du Puy-de-Dôme » [PDF], Préfecture du Puy-de-Dôme, 30 mars 2016 (consulté le 6 juillet 2016).
3. ↑  Direction des collectivités territoriales et de l'environnement – Bureau du contrôle de légalité – Intercommunalité, « Arrêté prononçant la fusion des communautés de communes : « Allier Comté Communauté », « Gergovie Val d'Allier Communauté » et « Les Cheires » à compter du 1er janvier 2017 » [PDF], Recueil des actes administratifs no 63-2016-059, Préfecture du Puy-de-Dôme, 9 décembre 2016 (consulté le 9 décembre 2016), p. 85-95.
4. ↑  « 63457-Vic-le-Comte », Populations légales 2012, Insee (consulté le 7 janvier 2016).
5. ↑  « Séries historiques des résultats du recensement - EPCI de La CC Allier Comté Communauté (246301154) », Insee (consulté le 6 juillet 2016).
6. ↑  « Chiffres clés Évolution et structure de la population - EPCI de la CC Allier Comté Communauté (246301154) », Insee (consulté le 6 juillet 2016).
7. ↑  « Chiffres clés Évolution et structure de la population - Département du Puy-de-Dôme (63) », Insee (consulté le 6 juillet 2016).
8. ↑  « Chiffres clés Démographie des entreprises en 2014 - EPCI de la CC Allier Comté Communauté (246301154) », Insee (consulté le 6 juillet 2016).
9. ↑  Direction des collectivités territoriales et de l'environnement - Bureau du contrôle et de la légalité - Intercommunalité, « ARRÊTÉ no 13/01901 du 27 septembre 2013 constatant le nombre total de sièges que comptera l'organe délibérant de la communauté de communes « Allier Comté Communauté » ainsi que celui attribué à chaque commune membre lors du prochain renouvellement général des conseils municipaux » [PDF], Recueil des actes administratifs 2013-70, Préfecture du Puy-de-Dôme, 3 octobre 2013 (consulté le 22 mars 2016), p. 3658-3659 (39-40 sur le PDF).

### Source
- Fiche dans la base nationale sur l'intercommunalité